# Улици (музикален албум)
Улици е дебютен и първи студиен албум на Белослава, издаден е на 13 ноември 2001 г. от музикална компания AveNew Productions във формат CD. В записването на албума участват: Живко Петров (пиано), Петър Дундаков от „Тибетски сърца“, Петър Славов (син) (контрабас), Росен Захариев (тромпет), Димитър Семов (перкусии, барабани), Мирослав Иванов (китара), Георги Станков – Хорхе (китара), Шибил Бенев (китара) и др.

## Песни
Албумът се състои от общо девет песни. От него сингли стават: Улици, Между две луни. Всички текстове са написани от самата Белослава, а музиката и аранжиментите са дело на Живко Петров и Петър Дундаков.
| Улици, 2001 | Улици, 2001         | Улици, 2001                               | 37:08 |
| #           | Заглавие на песента | Автор(и)                                  | Време |
| 1.          | Между две луни      | Текст: Белослава. Музика: Живко Петров.   | 4:00  |
| 2.          | Дяволи – сестри     | Текст: Белослава. Музика: Петър Дундаков. | 3:49  |
| 3.          | Където си ти        | Текст: Белослава. Музика: Живко Петров.   | 6:19  |
| 4.          | Падам и не потъвам  | Текст: Белослава.                         | 3:36  |
| 5.          | Цяла нощ            | Текст: Белослава. Музика: Петър Дундаков. | 3:31  |
| 6.          | ...Intermedia...    | Текст: Белослава. Музика: Петър Дундаков. | 1:27  |
| 7.          | Сън през май        | Текст: Белослава. Музика: Петър Дундаков. | 4:08  |
| 8.          | Само с теб          | Текст: Белослава.                         | 5:55  |
| 9.          | Улици               | Текст: Белослава.                         | 3:57  |

## Видеоклипове
| Година | Заглавие на песен | Режисьор | Оператор | Видеоклип        | Забележка           |
| ------ | ----------------- | -------- | -------- | ---------------- | ------------------- |
| 2001   | Където си ти      |          |          | „Където си ти“   | Участват: Белослава |
| 2001   | Между две луни    |          |          | „Между две луни“ | Участват: Белослава |